# Fukientee

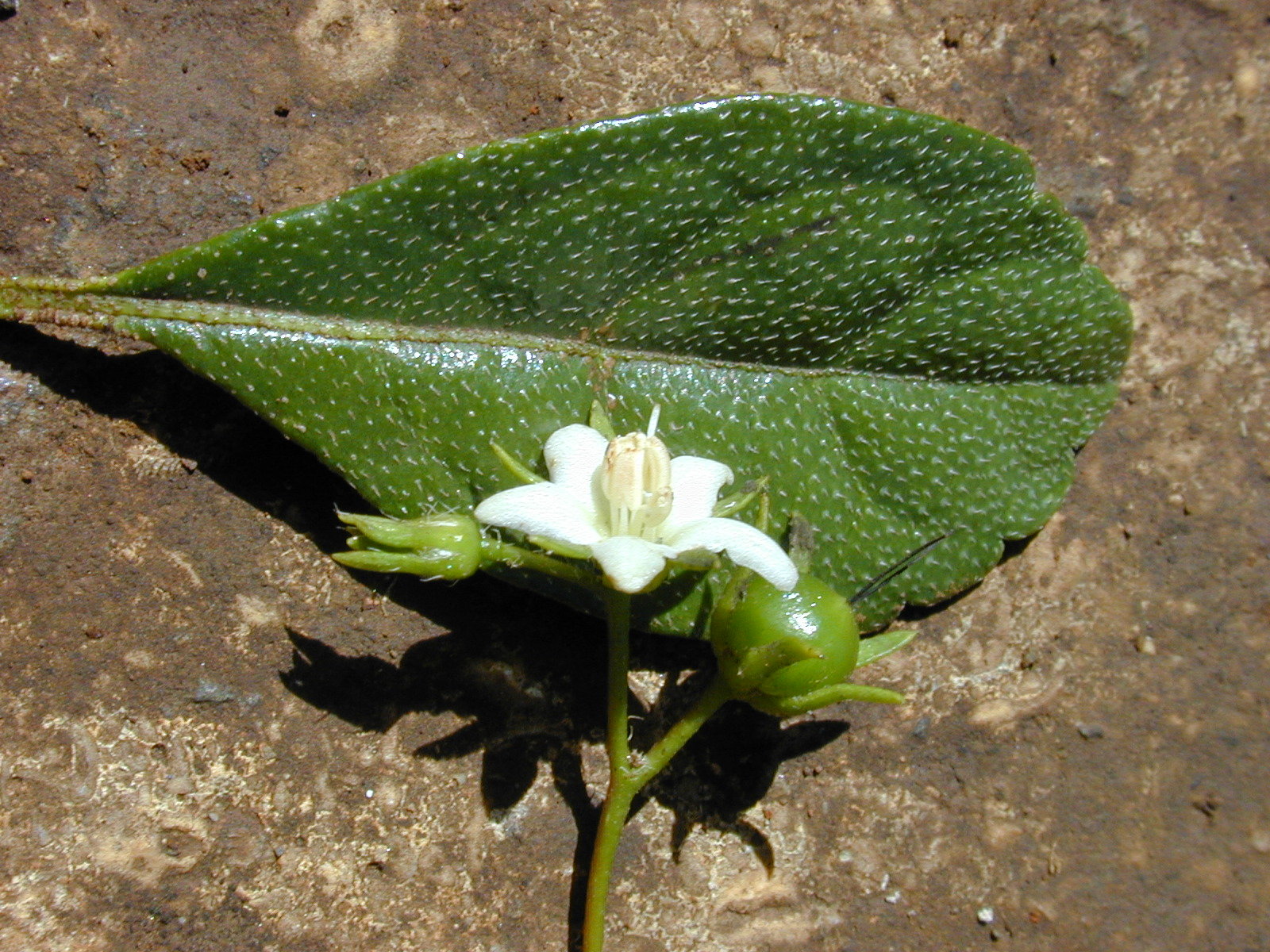
Kurzborstiges Blatt und Blütenstand

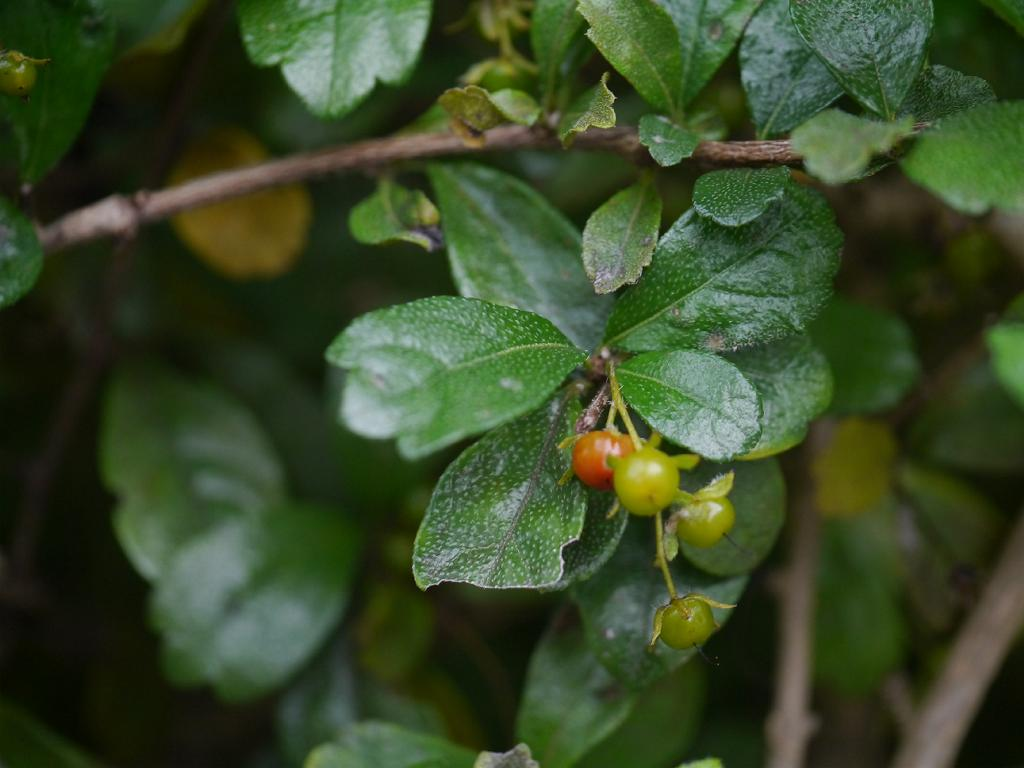
Früchte

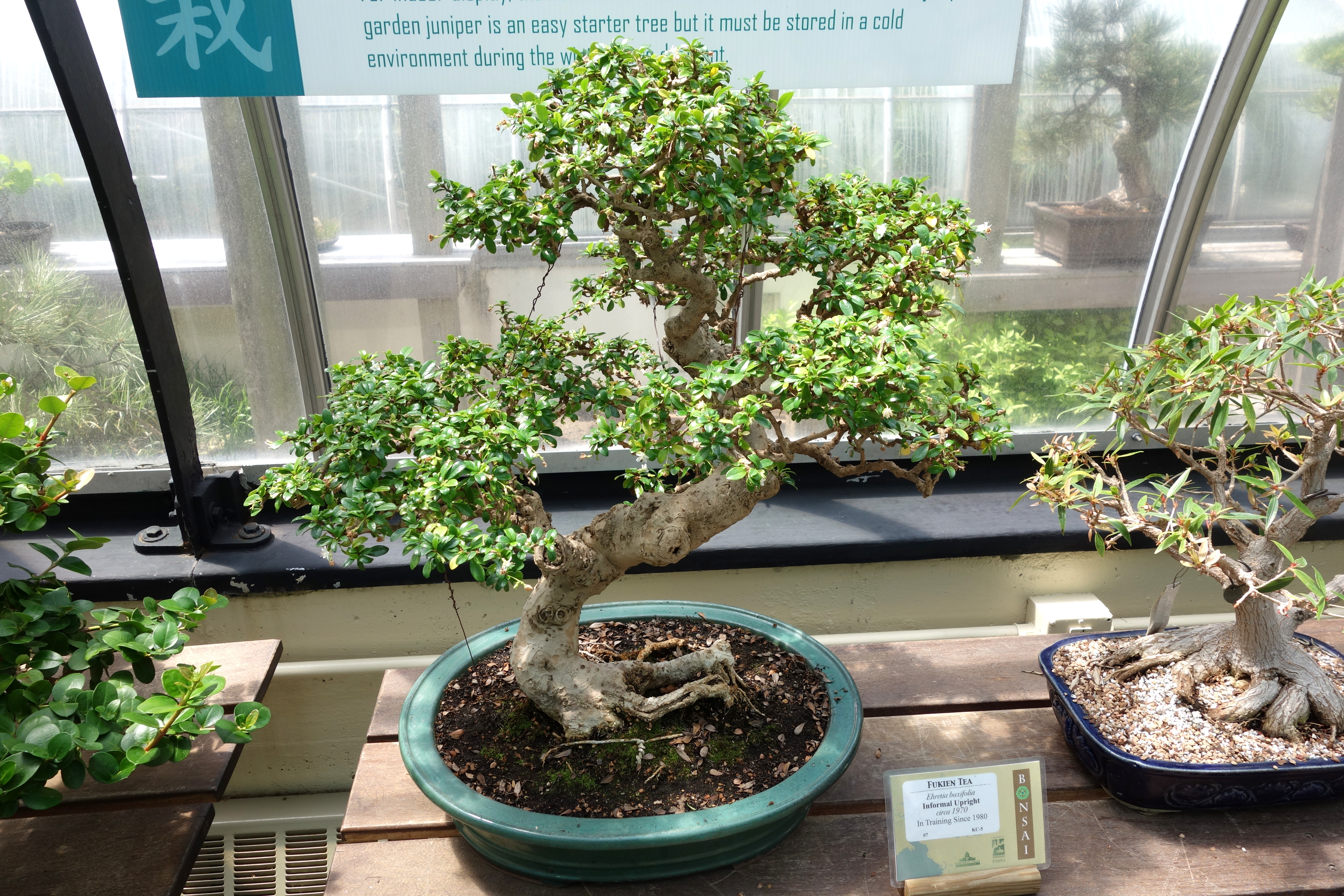
Als Bonsai

Der Fukientee (Carmona microphylla) ist die einzige Pflanzenart der Gattung Carmona in der Familie der Raublattgewächse (Boraginaceae). Den deutschen Trivialnamen erhielt diese Art nach der chinesischen Provinz Fukien (Fujian). Der Fukientee ist in Indonesien, auf den japanischen Ryūkyū-Inseln, in Australien, Taiwan und in den chinesischen Provinzen Hainan und südlichen Guangdong beheimatet.

## Beschreibung

### Vegetative Merkmale
Der Fukientee ist ein immergrüner und reich verzweigter Strauch oder kleiner Baum, der Wuchshöhen von 1 bis 3 Meter erreicht. Am Stamm und an den stärkeren Ästen ist die Borke graubraun und feinrissig. An den dünnen Zweigen ist die Rinde grau und glatt sowie anfangs behaart. Die kurz gestielten bis fast sitzenden Laubblätter sind einfach und klein. Die ledrige und verkehrt-eiförmige, abgerundet bis gestutzte, selten spitze, manchmal ausgerandete Blattspreite weist eine Länge von 1,5 bis 3,5 cm und eine Breite von 1 bis 2 cm auf. Die Blattoberseite besitzt weiße, kleine und borstige Haare, unterseits ist die Spreite fast kahl. Der Blattrand ist ganz und die Blattspitze ist grob gekerbt oder gezähnt.

### Generative Merkmale
Blüten sind das ganze Jahr vorhanden. Es stehen zwei bis sechs Blüten in einem achselständigen und relativ kurzen, schlank gestielten, wenig verzweigten zymösen oder büscheligen Blütenstand zusammen. Die zwittrigen, kleinen und kurz gestielten bis fast sitzenden Blüten sind fünfzählig mit doppelter Blütenhülle. Die fünf, innen behaarten und außen leicht borstigen, schmal-eilanzettlichen, spitzen Kelchblätter sind 4 bis 6 mm lang und nur an der Basis verwachsen. Die fünf 4 bis 6 mm langen Kronblätter sind weiß oder etwas rötlich, kurz verwachsen und die ausladenden Kronzipfel sind länger als die Kronröhre. Es ist nur ein Kreis mit fünf Staubblättern vorhanden; sie überragen die Kronblätter. Die 3 bis 4 mm langen Staubfäden sind mit der Basis der Kronblätter verwachsen. Die Staubbeutel sind 1,5 bis 1,8 mm lang. Die zwei Fruchtblätter sind zu einem oberständigen Fruchtknoten verwachsen. Der 4 bis 6 mm lange Griffel ist schon nahe seiner Basis zweigeteilt und endet in zwei kopfigen Narben.
Es werden etwa rundliche, rote oder gelbe, glatte Steinfrüchte mit beständigem Kelch gebildet, die einen Durchmesser von 4 bis 6 mm aufweisen und einen Steinkern mit bis zu vier Samen enthalten.

## Systematik
Es gibt nur eine Art in der Gattung Carmona.
Bei manchen Autoren gilt Carmona microphylla als Synonym von Carmona retusa (Vahl) Masam. mit dem Basionym Ehretia retusa Vahl.
Einige Synonyme von Carmona microphylla (Lam.) G.Don sind: Ehretia microphylla Lam., Ehretia buxifolia Roxb., Carmona heterophylla Cav.
Der Gattungsname Carmona ehrt den spanischen Kupferstecher Bruno Salvádor Carmona (ca. 1737–1801).

## Verwendung
Der Fukientee wird als Bonsai verwendet. Die Früchte sind essbar.